# Bergsexamen
Bergsexamen är en äldre akademisk ämbetsexamen för inträde i Bergsstaten, inrättad 1750.
Vid denna tidpunkt fordrades för inträde i Bergsstaten med anledning av den med nämnda stat förenade jurisdiktionen, utövad av bergstingsrätter och gruvrätter, förutom de till bergsexamen hörande ämnen, fysik, mekanik, geometri och kemi, även att ha avlagt examen till rättegångsverken (hovrättsexamen). År 1849 meddelades, sedan bergstings- och gruvrätterna hade upphört, rätt att avlägga bergsexamen och söka tjänster i bergsstaten utan föregående hovrättsexamen. År 1863 förordnades, att examen till bergsstaten skulle omfatta prövning i matematik, fysik och mekanik, kemi, mineralogi och geologi. Denna examen avlades vid universiteten, där fordringarna år efter år alltmer skärptes, så att bergsexamen slutligen fick rykte om att vara en av de svåraste universitetsexamina, och att dessa fordringar var av tvivelaktigt värde för den examinerades duglighet i det praktiska livet.
För att bli antagen såsom auskultant i Bergskollegium eller sedermera Kommerskollegium måste den vid universitetet examinerade även undergå en examen i kollegiet och under någon tid även tjänstgöra där. För att vinna praktisk erfarenhet var auskultanten tvungen att även genomgå den tvååriga kursen i Falu bergsskola. Efter förflyttningen av bergsskolans övre avdelning till Stockholm och förening med Kungliga Tekniska högskolan medgavs genom 1886 avgående elev från Tekniska högskolans fackskola för bergsvetenskap på vissa villkor behörighet till inträde i bergsstaten. Bergsexamen avlades en sista gång år 1907 och hade dessförinnan då inte avlagts sedan 1890. 